# Hepburn, England
Hepburn är en ort i civil parish Chillingham, i grevskapet Northumberland i England. Orten är belägen 8 km från Wooler. Hepburn var en civil parish 1866–1955 när det uppgick i Chillingham. Civil parish hade 43 invånare år 1951.